# Leonid Kolésnikov
Leonid Kolésnikov   (Taixkent, 27 d'abril de 1937 - Moscou, 17 de novembre de 2010) fou un nedador uzbek, especialista en braça, que va competir sota bandera de la Unió Soviètica, durant les dècades de 1950 i 1960.
El 1960 va prendre part en els Jocs Olímpics d'Estiu de Roma, on va disputar dues proves del programa de natació. Fou cinquè en els 4×100 metres estils, mentre abandonà en els 400 metres lliures.
En el seu palmarès destaquen una medalla d'or en els 200 metres braça i una de bronze en els 4×100 metres estils del Campionat d'Europa de natació de 1958 i 1962 respectivament. El 1961 va establir el rècord mundial dels 100 metres braça. Entre 1958 i 1961 va establir sis rècords d'Europa: tres en els 200 metres braça i tres en els 4×100 metres estils. Es proclamà campió de la URSS dels 200 metres braça el 1958 i 1961 i dels 100 braça i els 4x100 estils el 1960 i 1961.